# Эдуар II де Гранпре
Эдуар II де Гранпре (фр. Edouard II de Grandpré) (умер около 17 февраля 1470) — граф Гранпре с 1447 по 1462 год.

## Биография
Сын Эдуара I де Гранпре (ум. не позднее 1396 года) и его второй жены Изабеллы Фландрской, дамы де Лонни.
Сеньор Имекура, Сен-Жоржа, Экри, Катр-Шана и Корне. С 1417 года пожизненный сеньор города Гранпре (согласно соглашению с герцогом Бара Людовиком I). До этого, в 1387 году, его отец продал город герцогу Бара Роберту.
Начиная с 1427 года участвовал в феодальных войнах. В течение двух лет и 7 месяцев (1436—1439) находился в плену у Роберта де Сарребрюк, сеньора де Коммерси. Освобождён после уплаты выкупа.
В 1447 году после смерти бездетного племянника унаследовал графство Гранпре.
В 1456 году после смерти Аньес де Хейли (d’Agnès de Heilly) по правам жены унаследовал сеньории Хейли и Отэклок, но с согласия старшего сына уступил их Луи де Люксембургу графу де Сен-Поль.
В 1462 году продал графство Гранпре Квентину ле Бутейле (Quentin le Bouteiller) за 1572 ливра, а сеньорию Бинарвиль — Жаку де Гранпре, сеньору де Хан. Квентин ле Бутейле в 1467 году перепродал графство Хендрику II ван Борселену.
Жена (с 1417 года) — Матильда де Рюбампре (происхождение не выяснено). Дети:
- Луи, умер после 1456, но до 1462 года;
- Гобер (ум. не ранее 1484), сеньор Корнэ, Флевилля, Сиври-ле-Бюзанси, Соммеранса и т. д.